# 1964 у літературі

## Нагороди

### ЗДА
- Премія «Г'юґо» за найкращий роман — Кліффорд Саймак за науково-фантастичний роман «Пересадкова станція» (англ. Way Station).

## Народились
- 8 квітня — Янне Теллер, данська письменниця.
- 19 грудня — Томас Бруссіг, німецький письменник і сценарист.

## Померли
- 1 березня  — Давид Стефаунссон, ісландський письменник і поет
- 12 серпня — Ян Флемінг, автор Джемса Бонда